# 金井村 (山形県東村山郡)
金井村（かないむら）は、かつて山形県東村山郡にあった村。

## 歴史
- 1889年（明治22年）4月1日 - 町村制施行に伴い、東村山郡陣場村・江俣村・陣場新田村・内表村・志戸田村・鮨洗村・吉野宿村の区域をもって金井村が発足。
- 1954年（昭和29年）10月1日 - 山形市に編入。同日金井村廃止。